# 김연상 (1878년)
김연상(金然尙, 1878년 음력 4월 25일~1924년 양력 4월 2일)은 대한제국의 관료 출신으로 일제강점기에 조선총독부 중추원 참의를 지냈다.

## 생애
1901년 궁내부의 관리가 된 것을 시작으로 평안남도 중화군과 숙천군의 군수를 지냈다. 한일 병합 조약이 체결된 1910년에는 숙천군수로 재직 중이었는데, 한일 병합 이후에도 조선총독부 소속의 숙천군수로 계속 기용되었다. 이후 평남 강서군, 경기도 개성군, 연천군의 군수를 차례로 역임했다.
1921년에 중추원 참의에 임명되었다가 임기 중인 1924년 사망했으며, 숙천군수로 재직하던 1912년에 일본 정부로부터 한국병합기념장을 수여받은 바 있다.
2002년 발표된 친일파 708인 명단과 2008년 공개된 민족문제연구소의 친일인명사전 수록예정자 명단에 모두 수록되었고, 2007년 대한민국 친일반민족행위진상규명위원회가 발표한 친일반민족행위 195인 명단에도 포함되었다.

## 같이 보기
- 조선총독부 중추원

## 참고자료
- 친일반민족행위진상규명위원회 (2007년 12월). 〈김연상〉 (PDF). 《2007년도 조사보고서 II - 친일반민족행위결정이유서》. 서울. 539~542쪽쪽. 발간등록번호 11-1560010-0000002-10. [깨진 링크(과거 내용 찾기)]